# Smittipora levinseni
Smittipora levinseni är en mossdjursart som först beskrevs av Canu och Bassler 1917.  Smittipora levinseni ingår i släktet Smittipora och familjen Onychocellidae.
Artens utbredningsområde är Mexikanska golfen. Inga underarter finns listade i Catalogue of Life.